# Диденко, Андрей Петрович
Андрей Петрович Диденко (род. 7 января 1975, Челябинск) — российский хоккеист, нападающий. Мастер спорта России.

## Биография
Воспитанник челябинского «Металлурга», тренер Владимир Бухарин. Начинал играть в «Мечеле» (1992/93 — 1993/94), 30 января 1994 года в гостевом матче против «Салавата Юлаева» (2:1) дебютировал в МХЛ в составе «Трактора», за который выступал до 1999 года. В дальнейшем играл за «Мечел» (1999/2000, 2004/05 — 2009/10), «Мечел-2», «Кристалл» и «Кристалл-2» (оба — Саратов), «Рубин» Тюмень (все — 2000/01), «Трактор» (2001/02 — 2003/04).
Бронзовый призёр высшей лиги 2003/04.